# 前86年
| 千纪： | 前1千纪 |
| 世纪： | 前2世纪 \| 前1世纪 \| 1世纪                                                                                |
| 年代： | 前110年代 \| 前100年代 \| 前90年代 \| 前80年代 \| 前70年代 \| 前60年代 \| 前50年代                         |
| 年份： | 前91年 \| 前90年 \| 前89年 \| 前88年 \| 前87年 \| 前86年 \| 前85年 \| 前84年 \| 前83年 \| 前82年 \| 前81年 |
| 纪年： | 西汉始元元年                                                                                               |

## 大事记
- 西南夷反，汉昭帝令吕破胡讨平。
- 燕王刘旦与刘泽等谋反被镇压。
- 解夫娄继承北扶余王位不久，北扶余被外国入侵。解夫娄逃到迦叶原，建立了东扶余。

## 逝世
- 1月13日——蓋烏斯·馬略，羅馬共和國執政官，尤利烏斯·凱撒的姑丈。
- 金日磾